# Asteroma padi
Asteroma padi är en svampart som beskrevs av DC. 1815. Asteroma padi ingår i släktet Asteroma och familjen Gnomoniaceae.   Inga underarter finns listade i Catalogue of Life.